# Castellón de la Plana
Castellón de la Plana (valenciai katalánul Castelló de la Plana) város Spanyolországban, Castellón tartomány székhelye,  Valencia autonóm közösség északi részén elhelyezkedő földközi-tengeri kikötőváros.

## Népesség
A település lakosságának változását az alábbi diagram mutatja:
| Lakosok száma | 146 563 | 163 088 | 172 110 | 180 005 | 180 114 | 173 841 | 170 990 | 171 728 | 172 589 | 180 379 |
|               | 2001    | 2004    | 2006    | 2009    | 2011    | 2014    | 2016    | 2019    | 2021    | 2024    |